# Chucky (serie de televisión)
Chucky es una serie de horror del subgénero slasher creada por Don Mancini y basada en la saga cinematográfica de Child's Play. Es la secuela de Cult of Chucky, el séptimo filme de la franquicia, y tiene como protagonistas a Zackary Arthur, Björgvin Arnarson, Alyvia Alyn Lind y Teo Briones, acompañados por Brad Dourif en la voz del personaje epónimo. También incluye las actuaciones de Jennifer Tilly, Fiona Dourif, Alex Vincent y Christine Elise, quienes han estado vinculados a la franquicia desde entregas anteriores.
Ambientada en la ciudad de Hackensack, cuenta la historia del adolescente Jake Wheeler desde que compra un muñeco Good Guy poseído por el alma del asesino en serie Charles Lee Ray (o «Chucky»). Mancini, el creador de la franquicia, ejerció como productor ejecutivo junto con David Kirschner, Nick Antosca, Harley Peyton y Alex Hedlund, además de haber coescrito varios episodios. La serie se estrenó en Estados Unidos el 12 de octubre de 2021 y cuenta con tres temporadas transmitidas simultáneamente por los canales USA Network y Syfy. La tercera temporada se estrenó en dos partes: la primera en octubre de 2023, y la segunda entre abril y mayo de 2024.
Si bien Mancini anunció sus planes de hacer una cuarta temporada y una nueva película, la serie fue cancelada en septiembre de 2024.

## Argumento

### Primera temporada
La serie toma lugar luego de los eventos de Cult of Chucky. A mediados del mes de octubre en la ciudad de Hackensack (Nueva Jersey), el adolescente Jake Wheeler compra un muñeco de la marca Good Guys en una venta de garaje para utilizarlo en su proyecto de arte contemporáneo. Más tarde descubre que el muñeco está poseído por el alma del asesino en serie Charles Lee Ray, quien en esta forma se hace llamar Chucky. Jake pronto queda envuelto en una serie de eventos extraños que involucran a Chucky, quien desata una ola de asesinatos alrededor de la localidad. Algunos compañeros del chico (Devon, Lexy y Junior) también se verán atraídos a estos sucesos que tienen una aparente conexión con el misterioso muñeco. Además, se muestran flashbacks que resuelven incógnitas sobre el pasado de Charles, como quién fue su primera víctima y cómo conoció a su novia Tiffany.
Protagonizada por adolescentes, la serie trata temas como la sexualidad, el acoso escolar, la vida doméstica y el asesinato. Bajo la influencia de Chucky, Jake se ve incitado a actos homicidas mientras explora su enamoramiento hacia Devon y otros problemas que surgen de ser gay en ambientes poco tolerantes. Conforme avanza la trama, se revela que Chucky buscaba cumplir un ritual vudú al hacer que un joven inocente asesinara por él; en este caso, es Junior quien cede a sus incitaciones y causa que una multitud de muñecos Good Guy cobren vida con una parte del alma de Charles. Andy y Kyle, antiguos sobrevivientes de Chucky, intervienen para ayudar a Jake y sus compañeros en su misión de eliminar cada una de estas versiones. Les antagoniza Tiffany, quien actúa como mano derecha de Chucky y tiene cautiva a Nica Pierce, la protagonista de Curse of Chucky y Cult of Chucky.

### Segunda temporada
Jake, Devon y Lexy, tachados como delincuentes juveniles, son internados en el reformatorio católico Incarnate Lord. Mientras tanto, Tiffany se ha revelado contra Chucky y teme que este llegue para vengarse. Viviendo como la actriz Jennifer Tilly, le ha ocultado su verdadera identidad a sus hijos Glen y Glenda, quienes comparten una conexión especial por ser una misma persona dividida en dos. Una por una, las copias de Chucky llegan a Incarnate Lord y los protagonistas le lavan el cerebro a una de ellas, quien luego es conocida como «el buen Chucky». Bajo la estricta supervisión del padre Bryce (quien se opone a la relación homosexual de Jake y Devon), los chicos buscarán entender el propósito que tienen estas copias, a la vez que atraviesan conflictos entre sí.
Nica, aún poseída por el alma de Charles, logra aliarse con Glen y Glenda para escapar de Tiffany. Tras diversos eventos, varios de los personajes terminan reunidos en Incarnate Lord —incluidos Andy y Kyle— para exorcisar al buen Chucky, quien entretanto había recuperado su naturaleza malvada. Dado que Jennifer Tilly es buscada por asesinato, Tiffany busca transferir su alma nuevamente a una muñeca Wedding Belle. Cuando todo indica que se han deshecho de cada versión de Chucky (incluso Nica), Jake, Devon y Lexy viven un periodo de paz, pero meses después descubren que el asesino aún vive. Tiffany escapa a Nueva York junto con Caroline, la hermana de Lexy, quien se une al lado del mal bajo la influencia de Chucky.

### Tercera temporada
Chucky descubre que ha empezado a envejecer porque Damballa, la deidad que le permite transferir su alma a otro cuerpo, lo ha abandonado desde que fue exorcizado en Incarnate Lord. Ahora, para no morir definitivamente, debe rendirle un gran sacrificio de vidas humanas. Su lugar de elección es la Casa Blanca, donde causará estragos en el entorno del presidente James Collins y su familia (la primera dama Charlotte y sus hijos Henry y Grant). En vista de esto, Jake, Lexy y Devon toman distintos riesgos para detenerlo y hacerle confesar el paradero de Caroline.
Tiffany, ahora en prisión, también busca valerse del vudú para no afrontar la pena de muerte. Chucky falla en satisfacer a Damballa con sus sacrificios y muere en la Casa Blanca por un impacto de bala. Al trascender al mundo de los espíritus, Damballa le da una última oportunidad para demostrar que aún puede rendirle un sacrificio digno. En el clímax de la temporada, Chucky y Tiffany salen victoriosos y vuelven a sus formas de muñecos, mientras que Jake, Devon y Lexy quedan atrapados en marionetas en la casa de Wendell Wilkins, el creador de los muñecos Good Guy, quien además estuvo cuidando a Caroline.

## Reparto y personajes

### Principales

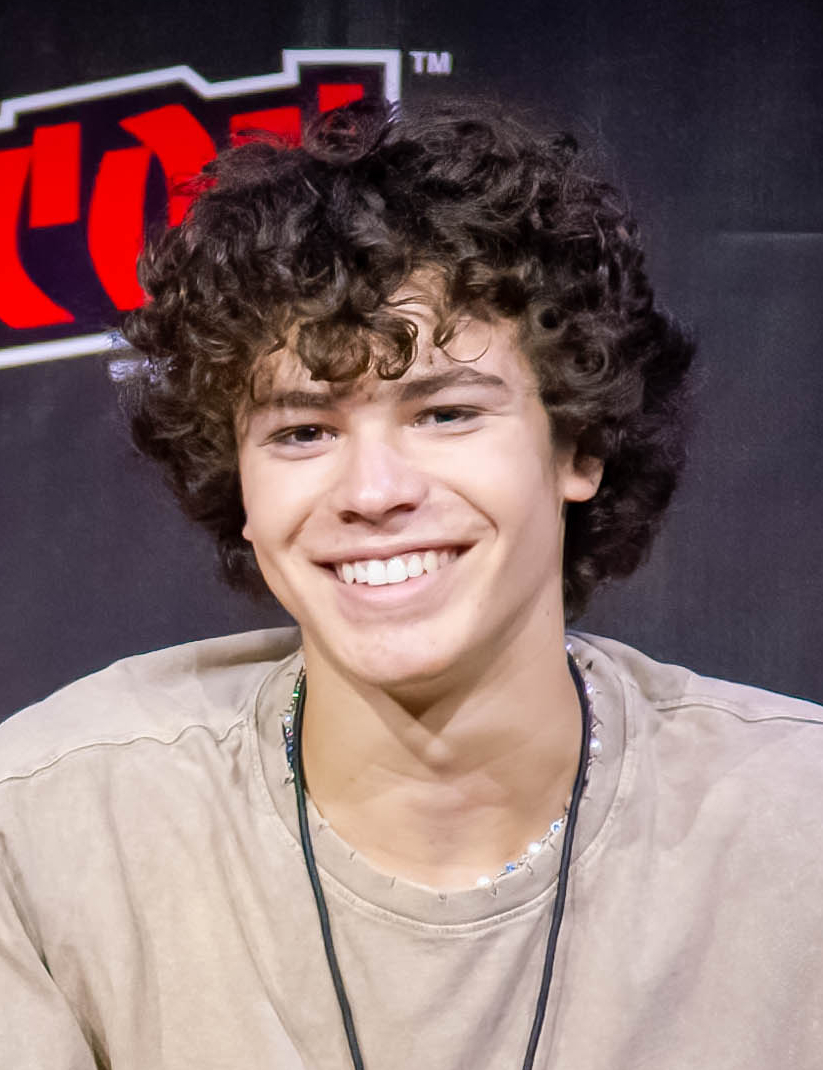
Zackary Arthur interpreta a Jake Wheeler.

- Zackary Arthur como Jake Wheeler, el personaje central. Inicia siendo un adolescente solitario que busca expresarse a través de la escultura,[3][28] pero su vida cambia drásticamente desde que Chucky asesina a su abusivo padre.[14] En la segunda temporada, luego de que su hermano adoptivo muere a causa del muñeco, es enviado al reformatorio católico Incarnate Lord, donde su relación con Devon también sufrirá dificultades.[29]
- Alyvia Alyn Lind como Alexandra «Lexy» Cross. Al principio es quien molesta a Jake para gozar de cierto poder en el entorno escolar. A lo largo de la serie se exploran los problemas de su vida personal, como su adicción a las drogas y la relación disfuncional con su madre.[3][30][31] Esto continúa en la segunda temporada, cuando Lexy es internada en el mismo reformatorio católico que Jake y Devon.[29]
- Björgvin Arnarson como Devon Evans, un chico que investiga sobre crímenes reales para hablar de ellos en su pódcast. A la larga inicia un noviazgo con Jake,[29] quien estaba secretamente enamorado de él.[3][30]
- Teo Briones como Junior Wheeler. Es atlético y popular, lo que crea un contraste con su primo Jake.[3][28] Su perfil de deportista es el producto de la presión que sus padres y amigos ejercen en él.[3] Diversos eventos lo llevan a convertirse en un secuaz de Chucky, quien termina por asesinarlo al final de la primera temporada.[32]
- Brad Dourif como la voz de Chucky, una manifestación del asesino Charles Lee Ray en la forma de un muñeco Good Guy. Años después de su muerte, Charles continúa aterrorizando a las personas y se involucra en la complicada vida de Jake. Puede transferir su alma a otro cuerpo mediante un ritual vudú, incluso habitar más de uno a la vez.[3][33] En los flashbacks es interpretado por los siguientes actores:

- David Kohlsmith como el Charles de ocho años; un psicópata nato que asesinó a su propia madre.
- Tyler Barish como el Charles de catorce años, quien suma otra víctima mientras vive en un orfanato.
- Fiona Dourif como Charles en los años 1980. Fiona, hija de Brad Dourif, encarna al personaje con la ayuda de maquillaje protésico.

### Recurrentes

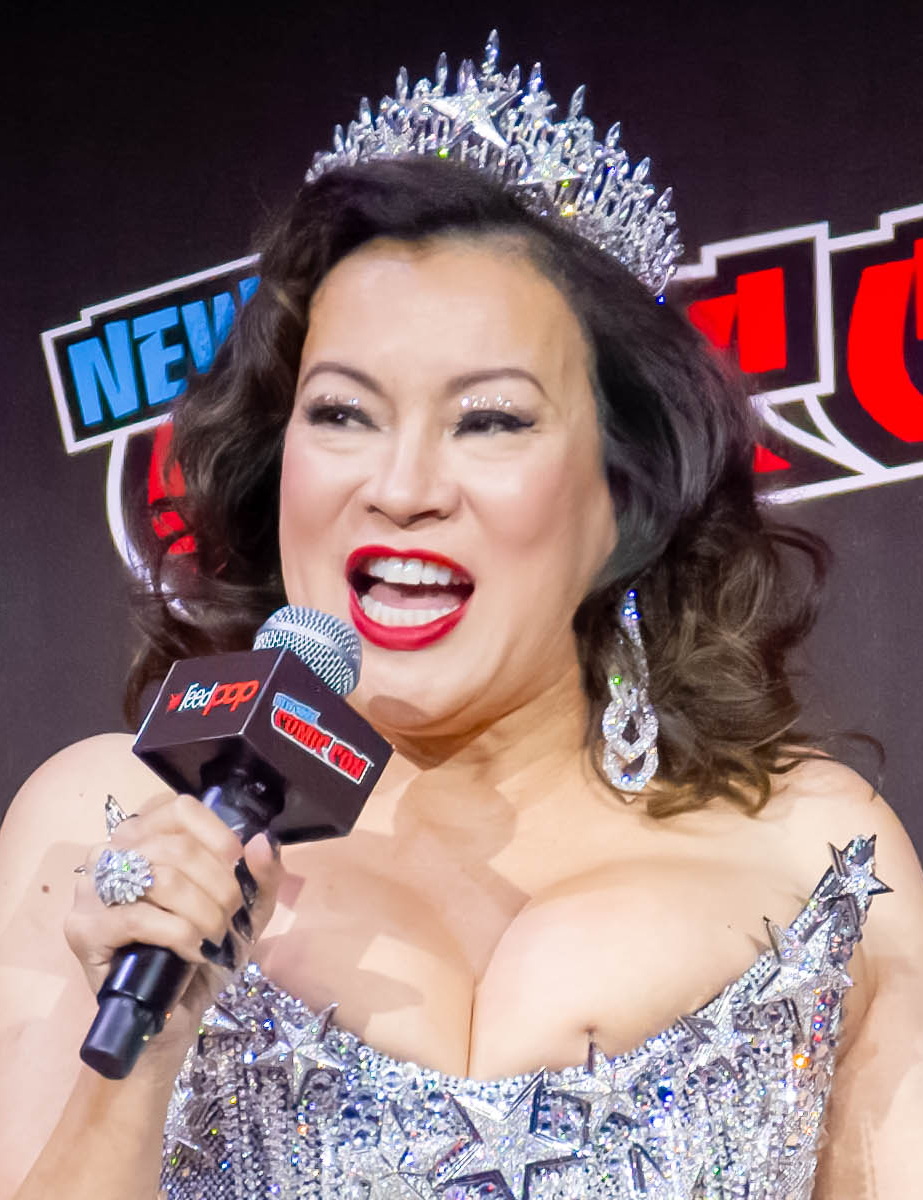
Jennifer Tilly interpreta a Tiffany Valentine.

- Lexa Doig como Bree Wheeler, la tía de Jake, madre de Junior y esposa de Logan, que batalla en secreto contra el cáncer.[35]
- Barbara Alyn Woods como Michelle Cross, la madre de Lexy y Caroline. Como la alcaldesa de Hackensack, se preocupa más por cómo la comunidad percibe su vida familiar.[36] Al final de la segunda temporada, cuando ella y Lexy aprenden a lidiar con sus diferencias, Chucky asesina a Michelle con una motosierra.[31]
- Carina London Battrick como Caroline Cross, la hermana de Lexy, quien temprano en la serie desarrolla una fascinación por Chucky.[37]
- Devon Sawa como:

- Logan Wheeler, quien presiona a su hijo Junior para que sea un campeón de cross-country en la primera temporada.
- Lucas Wheeler, el padre abusivo de Jake, en la primera temporada.
- Padre Bryce, el director del reformatorio Incarnate Lord, en la segunda temporada.
- James Collins, el presidente de los Estados Unidos en la tercera temporada, luego reemplazado por el doble Randall Jenkins.

- Annie M. Briggs como Rachel Fairchild, la maestra de biología de la escuela, acusada erróneamente de los asesinatos cometidos por Chucky.[41][42]
- Rachelle Casseus como Kim Evans, la madre de Devon y una detective de Hackensack que sospecha de Jake al principio, debido a su relación directa con los crímenes ocurridos.[41]
- Rosemary Dunsmore como la doctora Amanda Mixter, la terapeuta de Bree y la familia Cross, que guarda una importante conexión con Chucky.[41][43]
- Bella Higginbotham como Nadine, otra interna del reformatorio Incarnate Lord. Al margen de su cleptomanía,[44] es amable con todos y se vuelve amiga cercana de Lexy.[45] Su deceso ocurre cuando una de las copias de Chucky la empuja desde una torre.[46]
- Fiona Dourif como Nica Pierce, una mujer parapléjica cuyo cuerpo está parcialmente dominado por el alma de Charles.[47]
- Jennifer Tilly como Tiffany Valentine, la novia y cómplice de Chucky. El rol de Tilly es autoreferencial, pues se trata de ella estando poseída por el alma de Tiffany, quien en entregas anteriores habitaba el cuerpo de una muñeca.[39]

- Blaise Crocker interpreta a la Tiffany de los años 1980.

- Lachlan Watson como Glen y Glenda Ray, los hijos gemelos de Chucky y Tiffany, de género fluido. Son una misma persona con el alma separada en dos cuerpos humanos diferentes: Glenda, quien se inclina a veces hacia el lado del mal, tiene un estilo «glam», mientras que Glen es su parte benévola y tiene un estilo «grunge».[48]

- Billy Boyd interpreta a GG, el personaje resultante cuando Glen y Glenda se unen nuevamente en su forma de muñeco al final de la segunda temporada.

- Alex Vincent como Andy Barclay, uno de los primeros sobrevivientes de Chucky. Ahora busca vengarse.[3][49]
- Christine Elise como Kyle, la hermana mayor adoptiva de Andy y compañera en su misión de eliminar cada versión de Chucky.[3][49]
- Lara Jean Chorostecki como:[41]
  - Hermana Ruth, una monja del reformatorio Incarnate Lord.
  - Charlotte Collins, la primera dama de los Estados Unidos.

## Temporadas
| Temporada | Temporada | Episodios | Episodios           | Emisión original      | Emisión original        |
| Temporada | Temporada | Episodios | Episodios           | Primera emisión       | Última emisión          |
| --------- | --------- | --------- | ------------------- | --------------------- | ----------------------- |
|           | 1         | 8         | 8                   | 12 de octubre de 2021 | 30 de noviembre de 2021 |
|           | 2         | 8         | 8                   | 5 de octubre de 2022  | 23 de noviembre de 2022 |
|           | 3         | 8         | 4                   | 4 de octubre de 2023  | 25 de octubre de 2023   |
| 4         | 3         | 8         | 10 de abril de 2024 | 1 de mayo de 2024     |                         |

## Producción

### Antecedentes
El primer filme de Child's Play se estrenó en 1988 y presentó al personaje de Charles Lee Ray, un asesino en serie que, para evadir la muerte, posesiona a un muñeco Good Guy mediante la práctica del vudú. A lo largo de tres décadas se produjeron seis secuelas, todas escritas por Don Mancini. En las primeras tres películas, el muñeco amenaza la vida de Andy Barclay desde que este cumple los seis años hasta que va a la academia militar. La cuarta entrega, Bride of Chucky (1998), le da mayor énfasis al humor autoreferencial y se enfoca en la relación de Chucky con su novia Tiffany. Seed of Chucky (2004) cuenta cómo el hijo del asesino se rehúsa a cometer los mismos crímenes que sus padres, al mismo tiempo que se descubre a sí mismo como persona de género fluido. Desde esta entrega, Mancini se convirtió en el director de la saga, aún con la intención de «reinventarla» en cada oportunidad. Curse of Chucky (2013) y Cult of Chucky (2017) se centran en el personaje de Nica Pierce desde que Chucky asesina a su familia hasta que es internada en un hospital psiquiátrico. Además de presentar el concepto de la posesión múltiple, Cult of Chucky es el preludio al programa televisivo. Respecto a esto, Mancini comentó: «Deliberadamente quise poner un montón de cliffhangers y nuevos problemas, sabiendo que, si fuesemos capaces de producir el serial, tendríamos una amplia oportunidad de explorar todo, más de lo que podríamos con una película de noventa minutos».

### Desarrollo

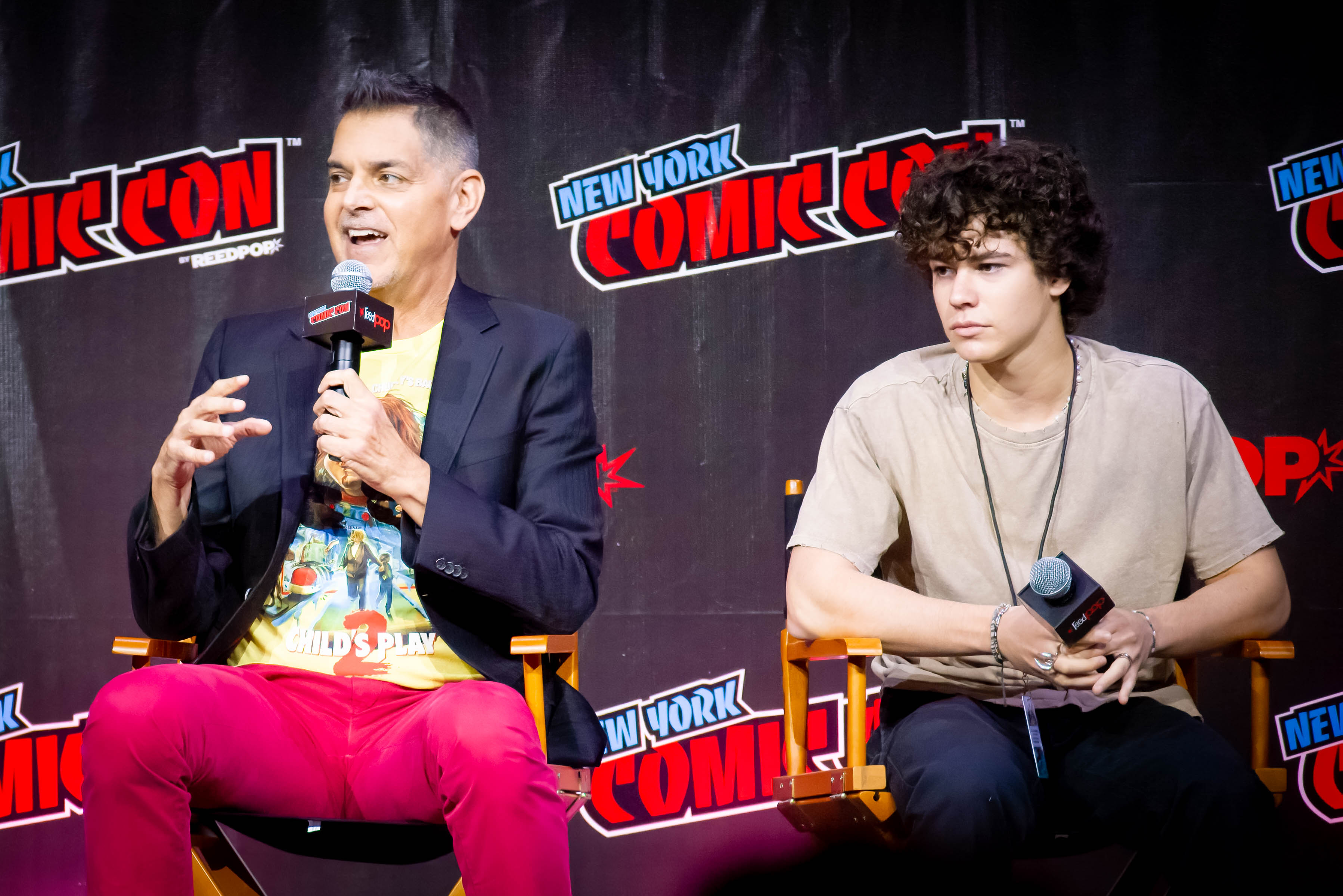
Don Mancini (izq.) le dio un enfoque autobiográfico al personaje de Jake, interpretado por Zackary Arthur (der.).

El 29 de enero de 2019 se reportó que Don Mancini estaba desarrollando la serie para el canal Syfy. En un principio, el creador temió del potencial impacto que el reinicio de Child's Play podía tener en su franquicia, siendo este un producto del estudio MGM que no contó con su aprobación. Sin embargo, la existencia de tal película no afectó el negocio que él había mantenido con Universal durante más de treinta años. El 11 de enero de 2020, durante la presentación de NBCUniversal en el evento TCA Winter Press Tour en Pasadena (California), se anunció la producción de la primera temporada. También se informó que Mancini ejercería como productor ejecutivo junto con Harley Peyton, David Kirschner y Nick Antosca, con la participación de Universal Content Productions.
Mancini comenzó a trabajar para la televisión en la serie Hannibal (2013-2015) y quería «reinventar» la franquicia de Chucky al llevarla a este formato. Le dio un enfoque semiautobiográfico al personaje de Jake, un adolescente gay cuyo padre no acepta su «floreciente identidad sexual y romántica». El creador afirmó que este conflicto hace referencia a su propia juventud. La serie es la secuela de Cult of Chucky (2017), cuyo final deja varios cabos sueltos y encamina al personaje titular hacia una «exploración sexual» luego de que transfiere su alma al cuerpo de una mujer. En esta entrega, Chucky funciona como una metáfora sobre el acoso escolar, puesto que aparenta ser «encantador y gracioso» para cumplir sus propósitos, lo que Mancini denominó como «el matón definitivo». Al acercarlo a Jake, cuyos conflictos se relacionan con los del colectivo LGBT, el programa reconoce que «Chucky tiene un hijo queer» (Glen/Glenda, de Seed of Chucky). De acuerdo con Jon O'Brien, de Decider, «los personajes queer han sido el pilar de Child's Play desde el fallecido David (Gordon Michael Woolvett) de Bride of Chucky», pero en esta serie cobran una mayor importancia. Sin embargo, pese a hacerse pasar como el aliado de Jake, Chucky «es solo un psicópata» y «matará a cualquiera», explicó Mancini.
Mancini escribió los ocho episodios de la primera temporada. Para Chucky, se le permitió agregar palabras como fuck (joder) un máximo de diez veces por capítulo, lo que para él representa un aspecto elemental del personaje. Con ocho horas en total para explorar diferentes lados de la historia, el creador vio la oportunidad de dilucidar el pasado del asesino y responder preguntas que los fanáticos habían estado haciendo, como quién fue su primera víctima y cómo conoció a su novia Tiffany. En cuanto al concepto de los múltiples «Chuckys», explicó que se trata de diferentes versiones del personaje en lugar de una mente colectiva, algo que también tuvo su origen en Cult of Chucky.
El 29 de noviembre de 2021, USA Network y Syfy anunciaron que la segunda temporada se estrenaría en 2022. Mancini comenzó a trabajar en el primer guion desde diciembre y, en entrevista para Gizmodo, dejó entrever que otros personajes de la franquicia intervendrían en esta continuación. Pese a haberse sentido decepcionado por la recepción inicial de Seed of Chucky, se sintió motivado a expandir el personaje de Glen/Glenda tras conocer el impacto que este tuvo en los seguidores queer de la franquicia. También inspirado en películas de temática católica como El exorcista y La profecía, ambientó la historia en un reformatorio católico para jóvenes, pensando en cómo la relación de Jake y Devon podría verse truncada en un entorno que «no está exactamente de acuerdo con los gais». Esto también toma elementos de su juventud, pues Mancini creció bajo las creencias de la iglesia católica. Declaró que, en este punto, hacer el programa se había vuelto «catártico» y que sus guiones buscaban aprovechar ciertas cualidades e intereses de los actores (por ejemplo, el lado cómico de Björgvin Arnarson). La temporada también reintroduce a la muñeca Belle, un ítem de Bride of Chucky que Mancini había querido utilizar nuevamente.
Mancini anunció la tercera temporada el 15 de enero de 2023 y comentó que usaría ideas que quizás habría guardado para alguna otra producción relacionada con Chucky si la serie no hubiera continuado. La temporada explora el concepto de que hay fantasmas merodeando la Casa Blanca, algo que había fascinado a Mancini durante mucho tiempo. Además, pensó que tener a Chucky en «la casa más segura del mundo» podría empeorar la lucha de los protagonistas para matarlo. En una entrevista con Screen Rant, admitió que la tradición de la serie sobre el vudú y Damballa (algo que no fue su idea, pero que ha sido una parte integral de la franquicia desde la primera película) más bien fue tomada broma cuando escribió las entregas anteriores, pero esta vez parecía enriquecer la mitología sobrenatural que rodea a Chucky, a quien Mancini describió como «esencialmente» un fantasma o espíritu que anima un objeto. Agregó: «Es interesante poner a Chucky en una situación en la que hay otras entidades que vigilan a quién podría tener sus propias agendas y objetivos».
El 27 de septiembre de 2024, USA Network y Syfy cancelaron la serie tras tres temporadas.

### Castin

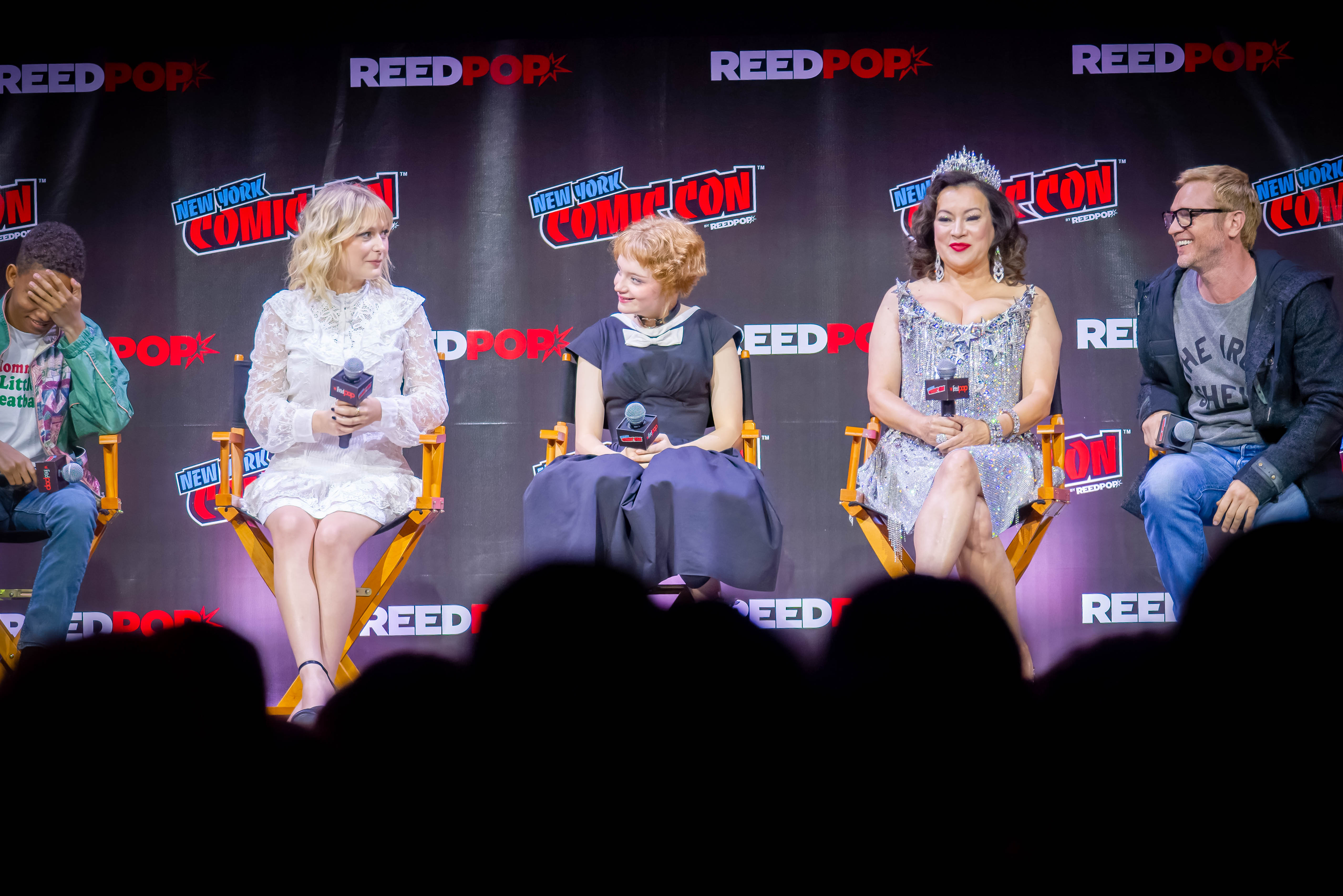
Parte del reparto de Chucky en la New York Comic Con de 2022. De izquierda a derecha: Björgvin Arnarson, Alyvia Alyn Lind, Bella Higginbotham, Jennifer Tilly y Devon Sawa.

El primer teaser de la serie, publicado el 15 de julio de 2020, reveló que Brad Dourif proveería nuevamente la voz de Chucky. Inicialmente, este actor grabó sus diálogos en casa, trabajando a distancia con Don Mancini. Entre marzo y abril del año siguiente se reportó que otros actores ya vinculados a la franquicia tendrían roles recurrentes, incluyendo a Jennifer Tilly como Tiffany Valentine, Alex Vincent como Andy Barclay, Christine Elise como Kyle y Fiona Dourif como Nica Pierce.  Fiona también interpretó a una versión adulta de Charles Lee Ray, pero su voz fue reemplazada por la de Brad en la fase de posproducción. Una razón para ello fue que el personaje de Nica suena muy parecida cuando está poseída por el asesino, lo que habría sido confuso para la audiencia. Todos estos actores renovaron su contrato para la segunda temporada entre abril y mayo de 2022.
En la primera temporada, Devon Sawa asumió el papel de los gemelos Lucas y Logan Wheeler, mientras que Barbara Alyn Woods y Lexa Doig ocuparon los roles de Michelle Cross y Bree Wheeler, respectivamente. A la plantilla se sumaron varios actores jóvenes: Zackary Arthur como Jake, Teo Briones como Junior, Alyvia Alyn Lind como Lexy y Björgvin Arnarson como Devon. Arthur, cuyos padres no le permitían ver películas con clasificación R cuando era pequeño, tuvo su primer contacto con la saga en preparación para su papel. Según Arnarson, Mancini pensó en maneras diferentes de retratar a Devon poco antes de terminar el rodaje de la primera temporada; en lugar de caracterizarlo como un joven que produce su propio pódcast, pensó que debió agregarle matices graciosos y quizás interesarlo en la comedia de stand-up. En cuanto a Lexy, quien evoluciona de la «clásica chica mala» a alquien que se preocupa por los demás, Alyn Lind expresó: «Realmente quería asegurarme de que ella supiera exactamente lo que quería en todo momento [...] Quería que [su] cambio fuese muy claro». En la segunda temporada se les une Bella Higginbotham, quien describió a su personaje Nadine como «una luz» en la franquicia de Chucky.
Woods retomó el papel de Michelle en la segunda temporada, mientras que Sawa asumió a un tercer personaje: el padre Bryce del reformatorio Incarnate Lord. En junio de 2022 se anunció que Lachlan Watson interpretaría a Glen y Glenda Ray, los hijos gemelos de Chucky que debutaron en Seed of Chucky (2004). Mancini pensó en Watson para ambos roles luego de haberla conocido en un panel virtual de la Comic-Con de San Diego de 2019, en la que Watson habló de su personaje transgénero en Chilling Adventures of Sabrina. El creador expresó su deseo de trabajar con ella seguido de algunas conversaciones en las que llegó a ver en Watson lo que Glen y Glenda representaban para él. Gina Gershon, Joe Pantoliano, Sutton Stracke y Meg Tilly también se sumaron al reparto como invitados especiales. Ellos se interpretan a sí mismos como parte del círculo íntimo de Jennifer Tilly en el episodio «Death on Denial». Liv Morgan, luchadora profesional de la WWE, había declarado su gusto por la franquicia de Child's Play y también figura en dicho episodio.
Devon Sawa regresa en la tercera temporada, interpretando al ficticio presidente de los Estados Unidos (su cuarto personaje en la franquicia), al igual que se reintegran Brad Dourif, Jennifer Tilly, Zackary Arthur, Björgvin Arnarson y Alyvia Alyn Lind, mientras que Lara Jean Chorostecki interpreta a un nuevo personaje. El comediante Kenan Thompson es un invitado especial en el tercer episodio de la temporada, en el que interpreta a un taxista que pronto es asesinado por Chucky con un paraguas. Mancini conoció a Thompson a través de Barbara Alyn Woods y, a raíz de la New York Comic Con de 2022, comenzó a hablarle sobre la idea de tenerlo como invitado. Amanda Blanchard escribió dicha escena y Mancini la ha considerado como una de los mejores muertes en la franquicia.

### Rodaje
Las filmaciones de la primera temporada estaban pautadas para comenzar durante el otoño de 2020, pero se atrasaron debido a las restricciones surgidas por la pandemia de COVID-19. Iniciaron oficialmente el 29 de marzo de 2021 y concluyeron el 11 de agosto del mismo año en Toronto, Canadá. El estacionamiento Square One en la ciudad de Mississauga sirvió como un «campamento base» para el equipo de producción. Tony Gardner y Peter Chevako desarrollaron la apariencia de Chucky para hacerlo lucir exactamente como en Child's Play 2, ya que, desde el punto de vista de Mancini, dicha entrega goza de mayor aceptación entre los fanáticos de la saga. Se necesitó un grupo de seis a siete personas para lograr los movimientos del muñeco, lo que representa un 99.5 % de sus acciones, de acuerdo con Mancini, quien ha expresado su preferencia por los efectos prácticos en oposición a las imágenes generadas por computadora. Los retoques digitales se utilizaron para borrar a los marionetistas de la pantalla o cualquier implemento requerido por el animatrónico, como varillas o cables. Un niño llamado Jacob a veces actuaba como doble.
Mancini explicó que diferentes versiones del muñeco se utilizaban de acuerdo con la escena, con aproximadamente dos accesorios para cada acción (por ejemplo, para hacer que hablara, caminara o se desenvolviera a través de tomas muy elaboradas). Teo Briones, quien interpreta a Junior Wheeler en la primera temporada, declaró que la escena de su muerte se ejecutó con dos de esas versiones: una para «forcejear un poco» y otra que podía mover su boca para los primeros planos. También comentó que aquellas secuencias que muestran interacción entre los actores y el muñeco fueron significativamente más largas de filmar, debido a su complejidad. Por otro lado, los elementos de ficción juvenil o young adult están enfatizadas a través de visuales «exagerados, estilísticos y grandiosos», ya que, en palabras de Mancini, «así es como experimentas las cosas cuando eres adolescente. Todo es increíblemente vívido».
Las filmaciones de la segunda temporada comenzaron el 20 de abril de 2022 y finalizaron el 29 de agosto de ese año, nuevamente en la ciudad de Toronto. Esta continuación presenta a Lachlan Watson como los gemelos Glen y Glenda Ray, cuyas escenas debieron planearse cuidadosamente dentro del horario de filmación, ya que ambos requerían una caracterización diferente que tardaba una hora en conseguirse dentro del área de cabello y maquillaje. Watson explicó que primero se colocaba una cámara para grabar sus escenas como Glenda, luego cambiaba de vestuario para regresar y filmar como Glen, con un auricular en su oreja que repetía las líneas que había grabado anteriormente. Al respecto dijo: «Cuando estás en ese ambiente, los tiempos deben ser perfectos. Así que aquello fue una gran curva de apredizaje».
El rodaje de la tercera temporada comenzó el 27 de abril de 2023 y se esperaba que durara hasta el 28 de agosto de ese año, en Toronto. Sin embargo, el proceso quedó inconcluso debido a la huelga de actores y guionistas de Estados Unidos. Sabiendo que la huelga se acercaba, el equipo de la serie concentró sus recursos en terminar los primeros cuatro episodios de la temporada antes de entrar en hiato. Según Mancini, los episodios cinco y seis estaban casi terminados, al igual que algunas partes del séptimo y octavo. Como consecuencia de la huelga, la temporada se dividió en dos y su primera mitad termina en suspenso con el episodio «Dressed to Kill». Con el final de la huelga, las filmaciones se reanudaron oficialmente a finales de noviembre de 2023.

### Música
Joseph LoDuca compuso música para la serie, como lo hizo en Curse of Chucky y Cult of Chucky. Le contó al portal Bleeding Cool que leyó el guion del primer episodio dos años antes de que el serial se produjera. Antes de componer, esperaba a que las escenas se filmaran para tener una mejor idea de cómo añadir la música adecuada. Según él, el piano es un elemento constante que acompaña al desarrollo del romance entre Jake y Devon, dado que este último toca ese mismo instrumento en el primer episodio. También utilizó un piano desafinado para simbolizar la «inocencia fingida» de Chucky en la primera temporada. Otra melodía tocada en un piano de juguete también se utilizó a lo largo de la serie, dado que parecía implicarle algo más siniestro a lo que ocurría en realidad. Además, una versión del tema principal de Child's Play 2 puede oírse en las escenas que involucran a Chucky y Caroline. LoDuca describió el sonido de Tiffany como «exuberante», lo que ayuda a presentarla como «una clásica vampiresa de Hollywood», mientras que los flashbacks que muestran cómo ella conoció a Charles Lee Ray tienen «una vibra de sintetizador ochentero». Además de los aportes de LoDuca, en Chucky hay temas licenciados de artistas y grupos como Billie Eilish, Kim Petras, Electric Youth, The Go-Go's, Yeah Yeah Yeahs, Shaed y Rob Zombie, entre muchos otros.

## Promoción y estreno

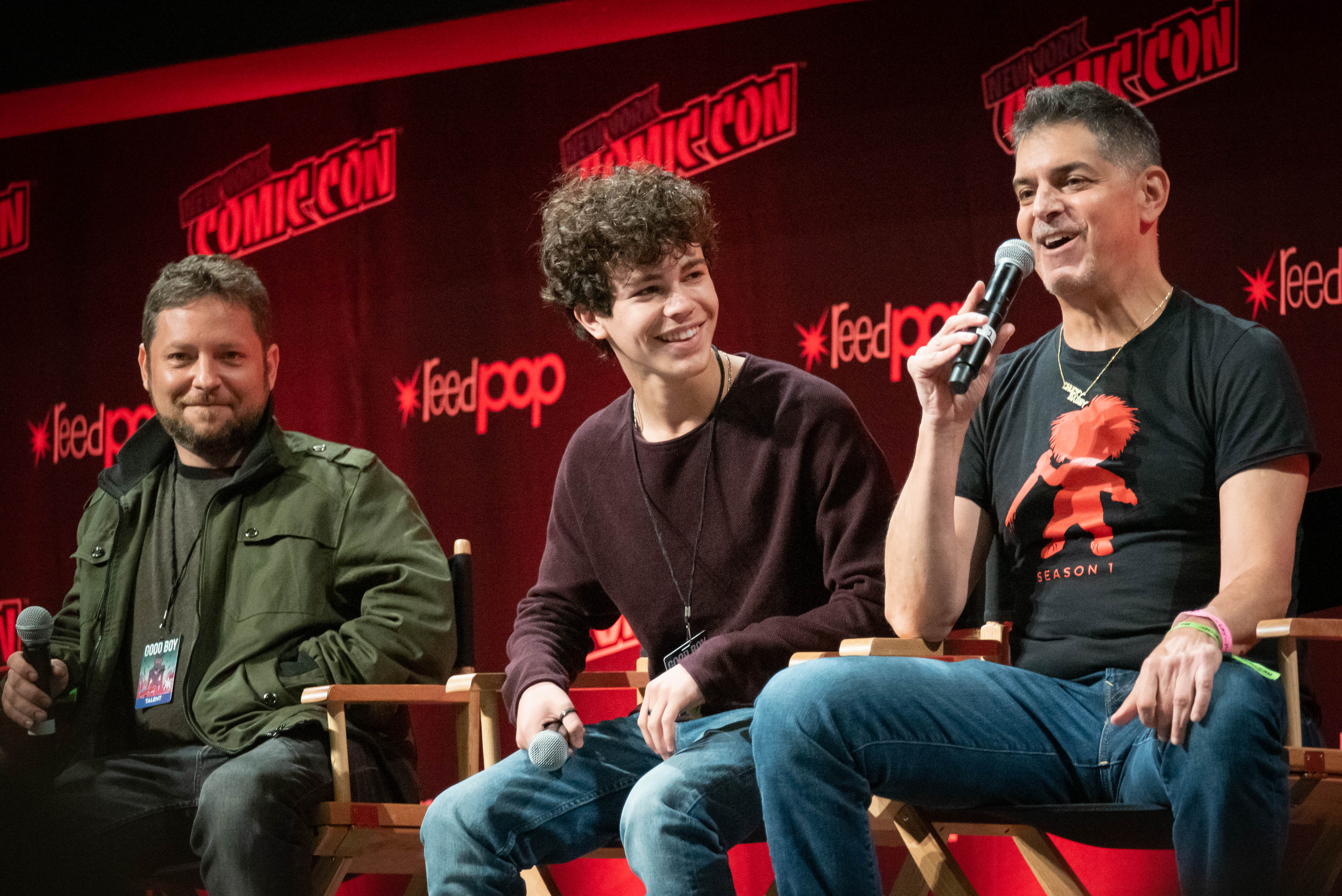
Alex Vincent, Zackary Arthur y Don Mancini en la New York Comic Con de 2021.

Chucky se estrenó simultáneamente en Syfy y USA Network el 12 de octubre de 2021. Previamente, ambos canales habían publicado varios pósteres y vídeos promocionales, incluido uno en el que Chucky recrea el tráiler de la película Magic (1978) con su canto vudú a Damballa. En junio de ese año, Syfy presentó el maratón «Pride of Chucky», con seis de las siete películas que constituyen la franquicia de Child's Play, en celebración del mes del orgullo LGBTQ+. El 8 de octubre, Don Mancini, Zackary Arthur, Jennifer Tilly y Alex Vincent asistieron a la Comic Con de Nueva York, donde se exhibió un camión de helados tematizado con  la marca de los «Good Guys». En el mismo evento se proyectó el primer episodio.
Tras la emisión completa de la primera temporada, Chucky se añadió a la plataforma de Peacock el 1 de diciembre de 2021. Además de emitirse en Estados Unidos, se estrenó en Showcase en Canadá el 19 de octubre de 2021. También está disponible en Star+ para toda América Latina y en 9Now en Australia. En España se emitió por primera vez a través de Syfy el 10 de enero de 2022 con un episodio doble.
La segunda temporada se estrenó el 5 de octubre de 2022 en Syfy y USA Network. El primer tráiler se proyectó el 23 de julio de ese año durante la Comic-Con de San Diego, donde el equipo de la serie debía estar presente, pero su participación se canceló días antes por razones no especificadas. El sitio web IGN publicó en exclusiva el segundo tráiler el 14 de septiembre, junto con un póster que mostraba a Chucky sentado en un trono dorado que referencia los temas religiosos de la segunda temporada. Un adelanto del segundo episodio se proyectó en la Comic Con de Nueva York en octubre de ese año, durante el panel conformado por Mancini y varios miembros del reparto.
La tercera temporada se estrenó el 4 de octubre de 2023 en Syfy y USA Network, y al día siguiente en la plataforma de Peacock, como lo anunció un teaser publicado en agosto de ese año. Solo días después, el 31 de agosto, se publicó el primer tráiler, que dejaba ver a Devon Sawa en  el papel del ficticio presidente de los Estados Unidos (su cuarto personaje en la fanquicia).

## Recepción

### Crítica
En el recopilador de reseñas de Rotten Tomatoes, un 91 % de los críticos le ha dado su aprobación a la primera temporada; el veredicto editorial afirma que esta entrega «se beneficia enormemente del regreso de Brad Dourif» en la voz del personaje titular. También añade: «Quizás Chucky no funcione para los no fanáticos, pero los devotos a la franquicia encontrarán que su humor absurdo y el horror creativo siguen intactos en la pantalla chica». En el portal Metacritic, el puntaje aprobatorio se sitúa en 70/100, lo que indica «críticas generalmente favorables».
Los críticos angloparlantes que reseñaron los primeros cuatro episodios antes del estreno oficial comentaron sobre cómo la franquicia se adaptó al formato televisivo. Alex McLevy de The A.V. Club afirmó que la serie mantiene el gusto de Chucky «por las muertes grotescas y el humor ácido y juvenil», y que «cuando la extraña mezcla de sensibilidades funciona, [el programa] puede ser tremendamente entretenido». El crítico Daniel Fienberg encuentra esta entrega «más graciosa que aterradora», al igual que el resto de la saga; para The Hollywood Reporter, afirmó que el serial «cumple sólidamente» cuando se trata de mostrar a Chucky en acción, aunque resulte «un poco enervante cuando muestra cómo los humanos interactúan con el muñeco». Allison Keene de la revista Paste la describió como «sorprendentemente cálida en términos de atmósfera y dirección», mientras que Steven Scaife de Slant la expuso como una serie «graciosa y absurda que genera simpatía y conmoción». Añadió: «Crea un mundo de niños maleables y alienados a quienes sus padres les fallaron en diversos niveles, y luego expresa el peligro de lo que encuentran una vez que han sido rechazados».
Entre las críticas de medios en español se encuentra la de Jorge Loser del portal Espinof, quien afirmó que el flashback sobre el asesino Charles Lee Ray «no acaba de funcionar del todo, aunque cubra una parte de la curiosidad del fan». A esto sumó que los «problemas de estructura» se ven compensados con los «asesinatos grotescos» y un «importante papel para la visibilidad queer» dentro del subgénero slasher. Emiliano Basile, del sitio web EscribiendoCine, aseveró que los «rebusques» del guion resultan insuficientes para «lanzar nuevamente un producto que se percibe agotado» y que, a lo largo de los años, ha acabado «siempre en el mismo lugar». Pese a definirla como una «propuesta entretenida», le otorgó una calificación de apenas cuatro puntos.

### Audiencia
En su primera semana, el programa atrajo un total de 4.4 millones de espectadores, la mitad de ellos pertenecientes al grupo demográfico de 18 a 49 años, según Nielsen Media Research. Fue uno de los estrenos más vistos de la televisión por cable en 2021. Hasta el 25 octubre de ese año, Chucky reunió 2.9 millones de visitas en YouTube a través de los canales oficiales de Syfy y USA Network, donde los episodios se hacían disponibles de manera gratuita. Aunque fue la segunda serie de estreno con mayor audiencia a mediados de noviembre, el sexto episodio registró una disminución de 10.9 % en el número de televidentes a medida que se acercaba la temporada navideña. El penúltimo episodio de la primera temporada, «Twice the Grieving, Double the Loss», fue visto por 3.4 millones de espectadores en USA Network y 3.5 millones en Syfy, lo que significó un aumento de audiencia en comparación con la emisión anterior. «An Affair to Dismember», el octavo y último episodio de la temporada, marcó 3.4 millones en Syfy y 2.4 millones en USA, lo que supuso un decrecimiento menor al del sexto.
El estreno de la segunda temporada atrajo alrededor de 335 000 televidentes en Syfy y 320 000 en USA Network, y en las siguientes dos semanas fue vista por cuatro millones de personas aproximadamente. Según The Hollywood Reporter, estuvo entre los diez dramas más vistos por adultos de 18-49 en la televisión por cable en 2022.

### Premios y nominaciones
| Año  | Premiación                                         | Categoría                                                         | Nominado                   | Resultado | Ref.            |
| ---- | -------------------------------------------------- | ----------------------------------------------------------------- | -------------------------- | --------- | --------------- |
| 2022 | Critics' Choice Super Awards (2.ª edición)         | Mejor serie de televisión nueva                                   | Chucky                     | Nominada  | [ 139 ] [ 140 ] |
| 2022 | GLAAD Media Awards (33.ª edición)                  | Mejor serie de horror                                             | Chucky                     | Nominada  | [ 141 ] [ 142 ] |
| 2022 | Hollywood Critics Association Awards (5.ª edición) | Mejor serie de cable (drama)                                      | Chucky                     | Nominada  | [ 143 ] [ 144 ] |
| 2022 | Saturn Awards (50.ª edición)                       | Mejor serie de horror (cable)                                     | Chucky                     | Nominada  | [ 145 ] [ 146 ] |
| 2022 | Saturn Awards (50.ª edición)                       | Mejor interpretación de un actor joven (cable)                    | Zackary Arthur             | Nominado  | [ 145 ] [ 146 ] |
| 2022 | Saturn Awards (50.ª edición)                       | Mejor aparición invitada (cable)                                  | Jennifer Tilly             | Ganadora  | [ 145 ] [ 146 ] |
| 2022 | Saturn Awards (50.ª edición)                       | Mejor lanzamiento de una serie                                    | Chucky (primera temporada) | Ganadora  | [ 145 ] [ 146 ] |
| 2023 | GLAAD Media Awards (34.ª edición)                  | Serie de drama destacada                                          | Chucky                     | Nominada  | [ 147 ]         |
| 2023 | Critics' Choice Super Awards (3.ª edición)         | Mejor serie de horror, serie limitada o telefilme                 | Chucky                     | Nominada  | [ 148 ] [ 149 ] |
| 2023 | Critics' Choice Super Awards (3.ª edición)         | Mejor villano en una serie de horror, serie limitada o telefilme  | Brad Dourif                | Nominado  | [ 148 ] [ 149 ] |
| 2023 | Fangoria Chainsaw Awards                           | Mejor serie                                                       | Chucky                     | Nominada  | [ 150 ] [ 151 ] |
| 2024 | Saturn Awards (51.ª edición)                       | Mejor serie de televisión de horror                               | Chucky                     | Nominada  | [ 152 ] [ 153 ] |
| 2024 | Saturn Awards (51.ª edición)                       | Mejor interpretación de un actor joven en una serie de televisión | Zackary Arthur             | Nominado  | [ 152 ] [ 153 ] |
| 2024 | GLAAD Media Awards (35.ª edición)                  | Serie dramática destacada                                         | Chucky                     | Nominada  | [ 154 ]         |
| 2024 | Dorian Awards (15.ª edición)                       | Mejor programa de televisión no valorado                          | Chucky                     | Nominado  | [ 155 ]         |
| 2024 | Dorian Awards (15.ª edición)                       | Mejor programa de televisión sobre género                         | Chucky                     | Nominado  | [ 155 ]         |
| 2024 | Dorian Awards (15.ª edición)                       | Programa de televisión más campy                                  | Chucky                     | Nominado  | [ 155 ]         |